# Vincenzo Schiavio
Vincenzo Schiavio (Gorla di Veleso, 1888 – Como, 9 settembre 1954) è stato un pittore italiano.

## Biografia
Alla morte prematura del padre Carlo, industriale e sindaco di Veleso, fu costretto a lasciare il collegio e guadagnarsi da vivere lavorando nello stabilimento tessile di alcuni parenti. Prese parte alla Grande Guerra come alpino sciatore sull'Adamello, e fu in quella circostanza che esplose in lui la passione per la pittura cui si dedicò per tutta la vita, lavorando nello studio di Via Dottesio 3 a Como. 
Il tema dominante delle sue opere fu sempre la montagna, dipinta anche negli anni della prima guerra mondiale, nella quale Vincenzo fu impiegato come alpino al fronte dell'Adamello. Abbracciò inizialmente le tecniche del divisionismo, grazie all'amicizia con Baldassare Longoni e Carlo Fornara. Influenzato dall'amico Ugo Bernasconi, Schiavio passò ben presto a un asciutto realismo e infine a uno stile personalissimo con cui rappresentò paesaggi alpestri e visioni di campagna. 
Espose le proprie opere in molte personali e collettive, fra cui la Biennale di Venezia del 1950 e la Quadriennale di Roma nel 1951. Morì a Como il 9 settembre 1954. Le sue opere sono conservate nella Pinacoteca Civica di Como e in varie collezioni private lombarde.
Nel 2021 si è tenuta una mostra monografica presso il Broletto di Como curata da Giorgio Taroni e patrocinata dal Comune di Como.